# Cordyceps

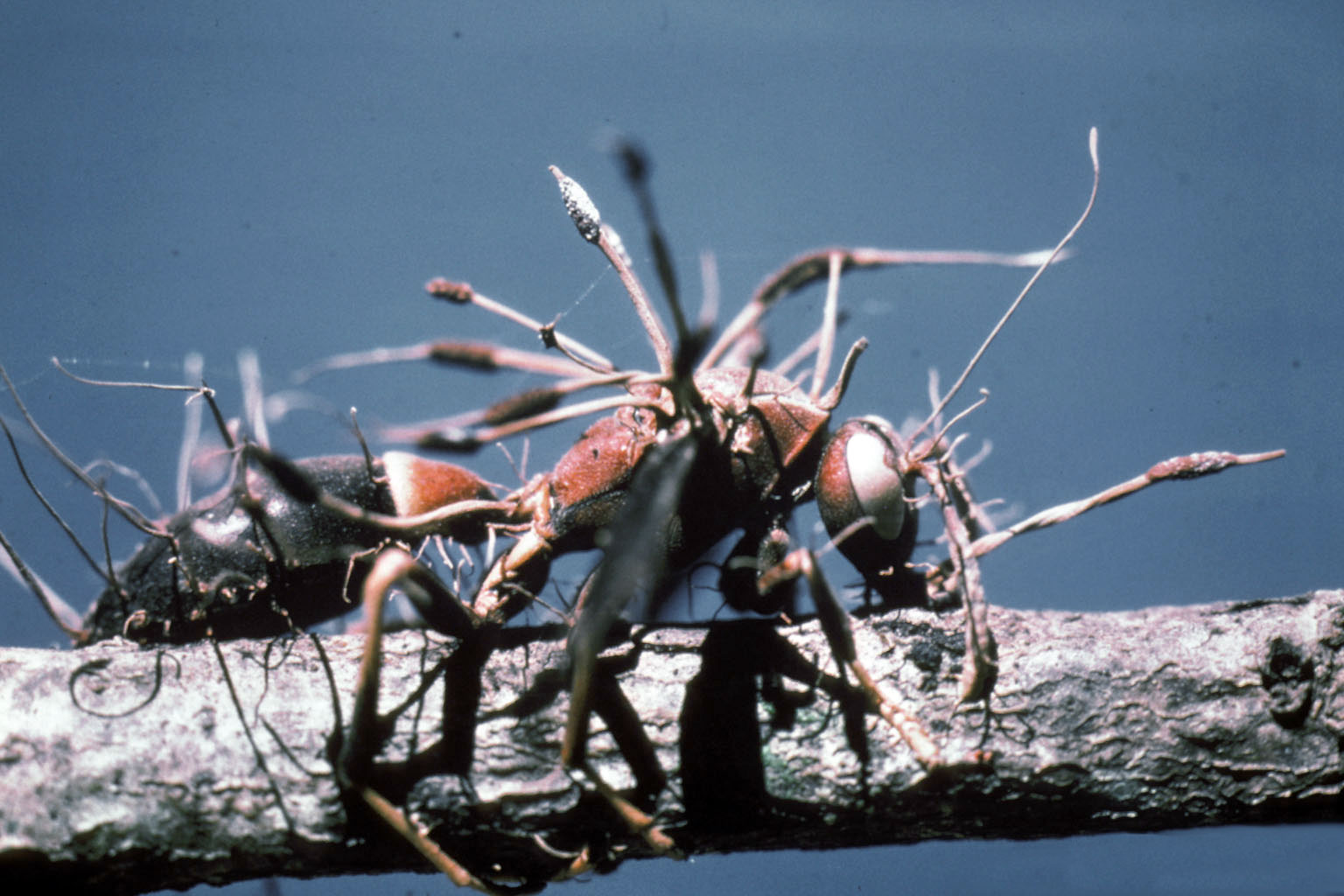
Uma formiga dominada pelo fungo Cordyceps.

Cordyceps é um gênero de fungos ascomicetos, que crescem principalmente em insetos e outros artrópodes (recebendo a definição de fungo entomopatogênicos). Fungos deste gênero já foram estudados e revelaram propriedades promissoras em relação ao câncer e pacientes com resistência à  insulina. Há aproximadamente 400 espécies do gênero Cordyceps e cada uma é especializada em um tipo específico de inseto. Esse tipo de fungo não atinge humanos, porém ainda não se sabe sobre a existência de outras espécies que atingem o mesmo.

## Ação do fungo
Artrópodes e insetos infectados por fungos deste gênero são levados pelo fungo a procurar novamente o seu ninho e a infectar os outros, se forem formigas, o ninho contaminado irá se espalhar para outros assim em cadeia, já foi presenciado na Indonésia uma rede de túneis de formigas contaminada pelo cordyceps. Um lugar propício para o seu desenvolvimento: locais com temperatura e umidade adequadas, e expostos ao vento. O inseto fixa-se neste lugar e o fungo começa a crescer, causando a morte do organismo infectado e em volta
A incubação desses fungos pode demorar de 3 a 5 dias e no final do ciclo o fungo irá lançar esporos no ar para infectar mais e mais hospedeiros, causando uma extinção de várias espécies de insetos.

## Na cultura popular
O gênero Cordyceps ficou famoso sobretudo após o lançamento do jogo The Last of Us, que se passa num universo onde humanos podem ser infectados por tal espécie de fungo. Nele, o protagonista Joel precisa levar Ellie, que é imune ao fungo, para os médicos na esperança de desenvolverem uma possível cura para a doença.

## Espécies
1. Cordyceps gunnii
2. Cordyceps militaris
3. Cordyceps ophioglossoides
4. Cordyceps subsessilis
5. Cordyceps unilateralis
6. Cordyceps malaquos
7. Cordyceps kniphofioides[4]
8. Cordyceps lloydii[5]
9. Cordyceps pseudolloydii[5]